# Argel Fuchs
Argélico Fuchs, mais conhecido como Argel Fuchs e anteriormente como Argel Fucks, (Santa Rosa, 4 de setembro de 1974), é um treinador e ex-futebolista brasileiro que atuava como zagueiro. Atualmente está sem clube.

## Carreira como jogador
Jogou em muitos times grandes do futebol brasileiro e do futebol europeu, além de ter passado pelo futebol asiático. Foi revelado pelo Internacional e jogou em diversas outras equipes como Benfica, Porto, Racing Santander, Santos, Cruzeiro e Palmeiras. Um dos destaques da sua carreira foi o vice-campeonato da Copa Libertadores de 2000 pelo Palmeiras, e a Copa do Brasil de 1992 pelo Internacional.

### Seleção Brasileira
No dia 29 de março de 1995, quando ainda atuava pelo Internacional, Argel foi convocado para um amistoso entre Brasil e Honduras. 

## Carreira como treinador

### Início
Após se aposentar, Argel seguiu a carreira de treinador. Em seu primeiro trabalho levou o Mogi Mirim à elite do Campeonato Paulista. Logo depois, dirigiu o Guaratinguetá, conseguindo uma boa campanha na Série C do Campeonato Brasileiro de 2008. No dia 5 de fevereiro de 2009, Argel foi anunciado como novo treinador do Caxias, substituindo Renê Weber. Em janeiro de 2010 assumiu o comando do São José-RS. Em meio às semifinais da Taça Fábio Koff, durante o segundo turno do Campeonato Gaúcho, Argel foi a Criciúma para se acertar com o clube homônimo. O ex-zagueiro foi contratado juntamente com o auxiliar técnico Claudiomiro e o preparador físico Eduardo Langer Schoeler. Argel estava acertado havia mais de um mês com o clube catarinense. No dia 9 de abril, mesmo com contrato com o São José, Argel deu uma entrevista coletiva no estádio Heriberto Hülse e voltou a Porto Alegre para comandar o time gaúcho. No dia 9 de dezembro de 2010, foi anunciado como novo técnico do Guarani de Campinas para a temporada de 2011, mas pediu demissão após sofrer uma goleada de 5 a 0 do PAEC. Treinou também o Botafogo-SP antes de retornar ao Caxias para a disputa da Série C. Em setembro de 2011, desligou-se do Caxias e assumiu o Brasiliense. No dia 14 de novembro de 2011, foi anunciado como treinador do Oeste de Itápolis. Porém, deixou o cargo em dezembro sem sequer assumir o time, já que ficaria á disposição só em janeiro, o que não agradou a diretoria do clube.

### Joinville
Para a temporada de 2012, assumiu o Joinville.

### Figueirense
Depois de bons resultados com o JEC, Argel assumiu o Figueirense. Após uma sequência de maus resultados, Argel foi demitido do Figueira.

### Red Bull Brasil
No ano de 2013, Argel foi contratado para treinar o Red Bull Brasil, time da Série A2 do Campeonato Paulista.

### América de Natal
Em 22 de julho de 2013, foi contratado pelo América de Natal.Após pouco mais de um mês, 8 rodadas e conquistando apenas 2 vitórias e 3 empates, Argel foi demitido.

### Segunda passagem pelo Criciúma
No dia 24 de setembro de 2013, foi confirmado como novo técnico do Criciúma para o restante da disputa do Campeonato Brasileiro.

### Portuguesa
Assumiu o comando da Portuguesa no dia 2 de fevereiro de 2014, em substituição a Guto Ferreira. Após mau desempenho da equipe no início do Campeonato Brasileiro de 2014 - Série B, pediu demissão em 17 de maio de 2014.

### Segunda passagem pelo Figueirense
Foi contratado pelo Figueirense no dia 24 de julho de 2014. Com ele o clube concluiu o Campeonato Brasileiro de 2014 na 13ª posição e levou a equipe a final do Campeonato Catarinense de 2015 em que o clube sagraria-se campeão por decisão dos tribunais. Foi homenageado pelo clube ao completar um ano como treinador.

### Internacional
Foi anunciado como treinador do Internacional no dia 13 de agosto de 2015. Em 2016 foi campeão gaúcho, seu primeiro título no comando do clube.
Antes do primeiro Gre-Nal do Campeonato Brasileiro de 2016 causou polêmica ao ter uma conversa privada vazada, em que declarou: "E domingo, se Deus quiser e Deus quer, a gente arruma a casa e passa o trator por cima dos caras". O Inter foi derrotado por 1 a 0 no Estádio Beira-Rio.
Horas depois da equipe ser derrotada pelo Santa Cruz, no Recife, por 1 a 0 pela décima quarta rodada do certame, que deixou o time na oitava posição na tabela e tendo conquistado apenas um ponto nos últimos dezoito disputados, Argel foi demitido.

### Terceira passagem pelo Figueirense
Um dia após sua demissão do Internacional, Argel foi anunciado como novo treinador do Figueirense, substituindo Vinícius Eutrópio. Após derrota para o Cruzeiro, foi demitido do Figueirense no dia 21 de agosto.

### Vitória
No dia 12 de setembro de 2016, acertou com o Vitória para o restante da temporada. Foi demitido no dia 1 de maio de 2017, após a eliminação para o Bahia na Copa do Nordeste. Na partida decisiva realizada no dia anterior, bateu boca com o volante Edson da equipe adversária, dando início a uma confusão generalizada.  Argel comandou o time em 42 partidas, com 27 vitórias, cinco empates e dez derrotas, e aproveitamento de 68%.

### Goiás
No dia 19 de julho de 2017 foi anunciado como novo treinador do Goiás, substituindo Sílvio Criciúma. Apenas um mês depois, 25 de agosto, foi demitido após a renúncia do presidente do clube.

### Terceira passagem pelo Criciúma
Em 2018 treinou o Criciúma entre fevereiro e maio, deixando o clube após cinco derrotas consecutivas no Campeonato Brasileiro de 2018 - Série B.

### Coritiba
Assumiu o comando do Coritiba no dia 17 de setembro de 2018, restando onze rodadas para o fim da Série B, com a equipe na 11ª posição na tabela.

### CSA
Foi anunciado como novo técnico do CSA no dia 2 de julho de 2019. No total, comandou o clube em 25 partidas, onde obteve 6 vitórias, 5 empates e 14 derrotas.

### Ceará
Após deixar o CSA, no dia 29 de novembro de 2019 assumiu o Ceará com a missão de livrar o Vozão do rebaixamento.Após uma sequência de vários empates, foi demitido em 9 de fevereiro de 2020.

### Segunda passagem pelo CSA
Retornou ao comando do CSA em 31 de agosto de 2020 sob protestos de torcedores que não aceitaram a forma em que Argel saiu do clube na passagem anterior.Porém, 18 dias depois deixou o clube após uma sequência de resultados negativos, sendo 3 derrotas e 1 empate em 4 jogos disputados.

### Segunda passagem pelo Botafogo-SP
Após 10 anos, foi contratado para comandar o Botafogo-SP após os resultados insatisfatórios de Alexandre Gallo. Em 18 de setembro de 2021 foi demitido após ser eliminado na primeira fase da Série C.

### Alverca
Foi anunciado em 4 de outubro de 2021 pelo Alverca, que disputa a Liga 3 do futebol português.
Em maio de 2022, ganhou o prêmio de técnico destaque da liga referente ao mês de março.
No dia 3 de outubro de 2022, foi anunciada a sua demissão após eliminação na Taça de Portugal nos pênaltis.

### Chapecoense
Em 19 de março de 2023, foi contratado pela Chapecoense para os compromissos da sequência da temporada. Foi demitido em 29 de maio de 2023, após dez jogos, sendo duas vitórias, três empates e cinco derrotas.

### ABC
Em 03 de setembro de 2023 foi contratado pelo ABC para comandar o clube na reta final da Série B, pegando o clube da lanterna do campeonato.

### Caxias
Em 16 de fevereiro de 2024 foi anunciado pelo Caxias, em sua terceira passagem pelo clube gaúcho. Foi dispensado em 27 de junho de 2024 durante a Série C em meio à má campanha do glube grená na competição.

## Estatísticas como treinador
Atualizado até 16 de setembro de 2020.
| Clube            | Jogos | Vitórias | Empates | Derrotas | Aproveitamento |
| ---------------- | ----- | -------- | ------- | -------- | -------------- |
| Campinense       | 5     | 1        | 0       | 4        | 20%            |
| Botafogo-SP      | 24    | 8        | 9       | 7        | 45.83%         |
| América de Natal | 8     | 2        | 3       | 3        | 37.5%          |
| Portuguesa       | 17    | 7        | 3       | 7        | 47.06%         |
| Avaí             | 13    | 7        | 1       | 5        | 56.41%         |
| Guarani          | 15    | 7        | 5       | 3        | 57.78%         |
| Internacional    | 61    | 32       | 15      | 14       | 60.66%         |
| Vitória          | 42    | 27       | 5       | 10       | 68.25%         |
| Goiás            | 7     | 2        | 2       | 3        | 38.1%          |
| Coritiba         | 18    | 6        | 8       | 4        | 48.15%         |
| CSA              | 29    | 6        | 6       | 17       | 27.59%         |
| Ceará            | 8     | 1        | 6       | 1        | 37.5%          |
| Criciúma         | 55    | 22       | 14      | 19       | 48.48%         |

## Títulos

### Como jogador
Internacional
- Campeonato Gaúcho: 1992 e 1994
- Copa do Brasil: 1992

Santos
- Copa Conmebol: 1998

Porto
- Campeonato Português: 1998–99
- Supertaça Cândido de Oliveira: 2000
- Taça de Portugal: 1999–00

Palmeiras
- Torneio Rio-São Paulo: 2000
- Copa dos Campeões: 2000

Benfica
- Taça de Portugal: 2003–04
- Primeira Liga: 2004–05

### Como treinador
Figueirense
- Campeonato Catarinense: 2015

Internacional
- Recopa Gaúcha: 2016
- Campeonato Gaúcho: 2016

Vitória
- Campeonato Baiano: 2017

## Prêmios individuais
- Troféu de Prata Top da Bola - Melhor Treinador do Campeonato Catarinense: 2015
- Seleção do Campeonato Gaúcho: 2016
- Melhor treinador do Campeonato Gaúcho: 2016
- Melhor treinador do Campeonato Baiano: 2017